# Feel'eM
Feel'eM é o décimo extended play do grupo masculino sul-coreano BtoB. Foi lançado pela Cube Entertainment e distribuído pela LOEN Entertainment. O EP é composto em cinco faixas de uma variedade de gêneros.

## Lista de faixas
※ Faixas em negrito identificam os singles do álbum.
| N.º            | Título                      | Letras                                                    | Música                                  | Arranjo                               | Duração |  |
| 1.             | "Just Say It" (말만 해)     | Im Hyun-sik Lee Min-hyuk Peniel Jung Il-hoon EDEN         | Im Hyun-sik EDEN                        | Im Hyun-sik EDEN                      | 3:36    |  |
| 2.             | "Movie"                     | Jung Il-hoon IL Lee Min-hyuk Peniel                       | Jung Il-hoon IL                         | IL Jung Il-hoon                       | 3:43    |  |
| 3.             | "About Time"                | Lee Min-hyuk Jung Il-hoon                                 | Lee Min-hyuk Wynn & Jerry.L (MAJORIG)   | Lee Min-hyuk Wynn & Jerry.L (MAJORIG) | 3:43    |  |
| 4.             | "Rock n Hiphop" (빨리 뛰어) | Seo Jae-woo Kang Dong-ha Lee Min-hyuk Peniel Jung Il-hoon | Seo Jae-woo Kang Dong-ha Devine Channel | Seo Jae-woo Kang Dong-ha              | 3:39    |  |
| 5.             | "Someday" (언젠가)          | Im Hyun-sik Lee Min-hyuk Peniel Jung Il-hoon EDEN         | Im Hyun-sik                             | Im Hyun-sik Son Young-jin             | 4:47    |  |
| Duração total: | Duração total:              | Duração total:                                            | Duração total:                          | Duração total:                        | 19:30   |  |

## Desempenho nas paradas musicais
| Parada (2017)                  | Melhores posições |
| ------------------------------ | ----------------- |
| Parada de Álbuns (Gaon)        | 2                 |
| US Álbuns Mundiais (Billboard) | 15                |

| Parada (2017)           | Melhores posições |
| ----------------------- | ----------------- |
| Parada de Álbuns (Gaon) | 4                 |

## Vendas
| Região               | Vendas  |
| -------------------- | ------- |
| Coreia do Sul (Gaon) | 70,141+ |
| Japão (Oricon)       | 785+    |

## Histórico de lançamento
| Região        | Data               | Formato             | Gravadora(s)                          |
| ------------- | ------------------ | ------------------- | ------------------------------------- |
| Coreia do Sul | 6 de março de 2017 | CD Download digital | Cube Entertainment LOEN Entertainment |
| Mundialmente  | 6 de março de 2017 | Download digital    | Cube Entertainment LOEN Entertainment |